# Баракат, Хишам
Хиша́м Муха́ммед Заки́ Барака́т (араб. هشام محمد زكي بركات‎; 21 ноября 1950 — 29 июня 2015) — генеральный прокурор Египта, назначенный на должность в июле 2013 года.

## Биография
Баракат окончил факультет правоведения Каирского университета со степенью бакалавра в 1973 году. Работал в прокуратуре, позже присоединился к судебной практике. Потом он работал в судах первой и апелляционной инстанций. Был назначен генеральным прокурором и приведен к присяге 10 июля 2013 года.
3 июля 2013 года президент Египта Мухаммед Мурси, член «Братьев-мусульман», был свергнут в результате военного переворота, произошедшего на фоне массовых протестов в стране. Новые власти запретили бывшему президенту и его заместителю куда-либо выезжать. 10 июля был отдан приказ о его аресте за «разжигание насилия в понедельник в Каире, в результате которого погибло более 50 человек». Назначенный военными прокурор Хишам Баракат постановил заморозить его финансовые активы.
Хишам Баракат был убит в автомобиле взрывом бомбы 29 июня 2015 года.
22 июля 2017 года 28 человек были приговорены к смертной казни за убийство Хишама Бараката.